# بنجامین راس
بنجامین راس (انگلیسی: Benjamin Ross) کارگردان فیلم و فیلم‌نامه‌نویس اهل بریتانیا است.
از فیلم‌ها یا مجموعه‌های تلویزیونی که وی در آن‌ها نقش داشته‌است، می‌توان به آرکی‌او ۲۸۱ و قلب‌های تقصیرکار اشاره نمود.